# 虎踞镇
虎踞镇，是中华人民共和国湖南省株洲市茶陵县下辖的一个乡镇级行政单位。

## 行政区划
虎踞镇下辖以下地区：
虎踞社区、双芫村、合湖村、银湖村、湖溪村、和丰村、黄坪村、低车村、高水村、高迎村、茶干村、迎丰村、三星村、三达村、乔下村和新湖村。